# Marta Sentís
Marta Sentís (Barcelona, 1949) és una fotògrafa catalana. Va ser col·laboradora de l'OMS a Nova York. En el camp professional ha treballat un ampli repertori, ha estat responsable de fotografia fixa en diversos rodatges de cinema i televisió. La Fábrica va editar-ne un monogràfic, amb pròleg de Romà Gubern.

## Biografia
Va passar tota la seva infància a la ciutat de París, ciutat on es va traslladar als tres anys. Més tard va anar-se'n a Londres, on va començar a dedicar-se a la fotografia, i posteriorment va viatjar per diferents països africans com a reportera per a l'ONU. Més endavant es trasllada a Nova York investigant la cultura afroamericana, i després continua el seu treball al Brasil. Actualment resideix a Barcelona.

## Trajectòria
En el camp professional ha abastat un ampli repertori. Va col·laborar amb l'OMS, va ser responsable de fotografia fixa en diversos rodatges de cinema i televisió; buscant patrocini per als seus reportatges, es va posar a disposició d'una agència de Nova York (Photo Researchers) i una altra de Barcelona (AGE). Les seves obres han estat exposades a l'Espai 10 de la Fundació Joan Miró de Barcelona (1983), museu Reina Sofia de Madrid (1991), en el Center for Creative Photography de la Universitat d'Arizona a Tucson (1992) i en la Fotobiennale d'Enschede d'Holanda (1992).
L'any 2000 va mostrar la seva imatge de Brasil dins del marc del festival La Mar de Músicas de Cartagena, on va exposar juntament amb Sebastião Salgado i d'altres artiestes.